# Peperomia fragrans
Peperomia fragrans är en pepparväxtart som beskrevs av C. Dc.. Peperomia fragrans ingår i släktet peperomior, och familjen pepparväxter. Inga underarter finns listade i Catalogue of Life.